# チャウタダ郡区
チャウタダ郡区 （ビルマ語: ကျောက်တံတား မြို့နယ်、英語: Kyauktada Township）はミャンマー ヤンゴン市 ヤンゴン西部県にある郡区。郡区は9の小区（Ward）によって構成される。郡区の東はボタタウン郡区、南はヤンゴン川とセイッカン郡区、西はパベダン郡区、北はミンガラ・タウンニュン郡区に接する。郡区内にはスーレー・パヤー、ヤンゴン市庁舎、ミャンマー最高裁判所、ストランドホテルなどの歴史的建造物や、アメリカ合衆国大使館、イギリス大使館、オーストラリア大使館、インド大使館など大使館、政府機関庁舎も数多く立地している。ヤンゴンで最も高いビルのトップ3のトレーダーズホテル、サクラタワー、セントラルポイントタワーもこの郡区に位置している。スーレーパヤーとヤンゴン市庁舎の向かいにあるマハバンドゥラ公園はこの界隈の憩いの場となっている。
郡区には小学校5校、中学校1校、高等学校1校があるが、近隣のボタタウンやパベダンの学校に通っている学生が多い。

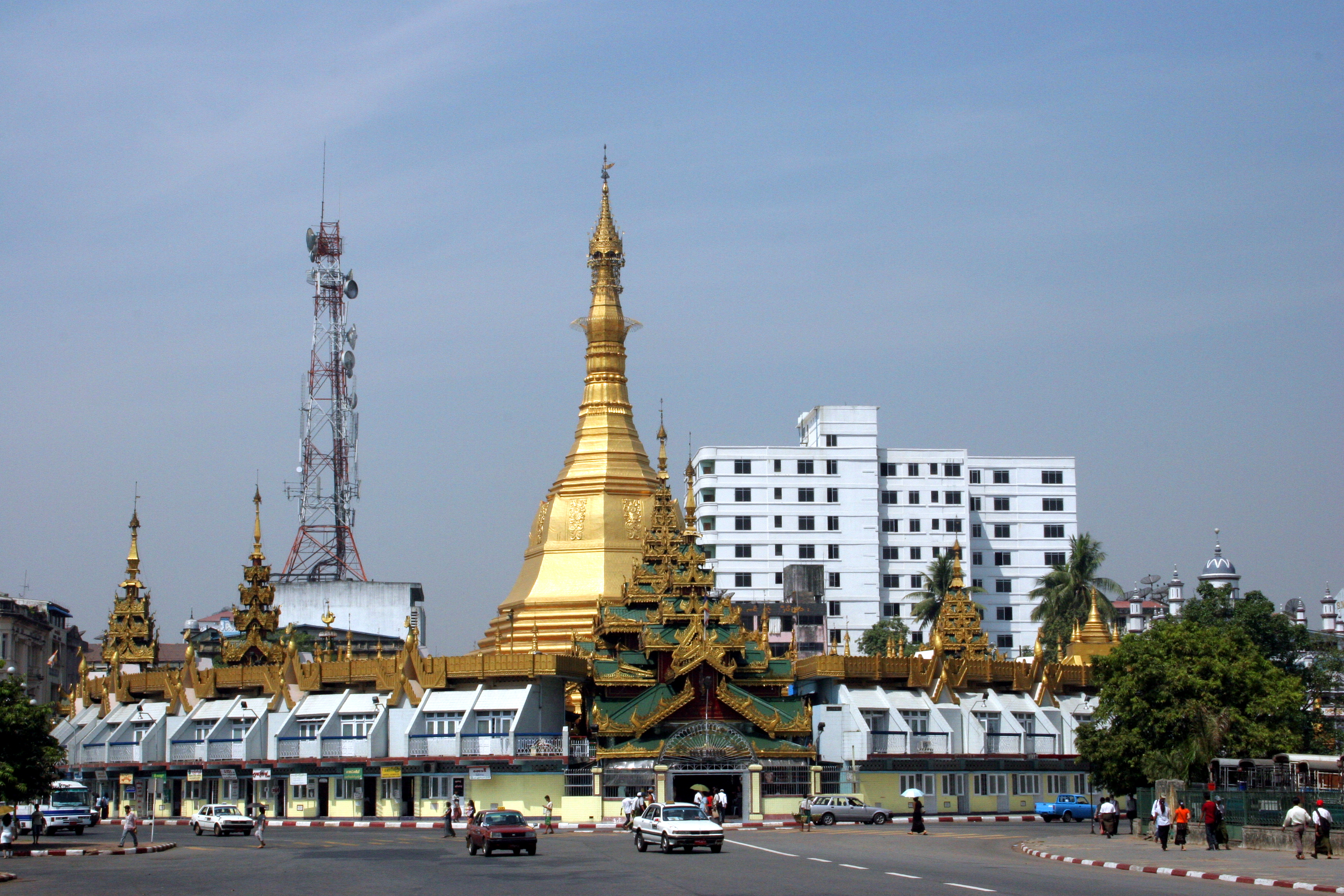
スーレー・パヤー

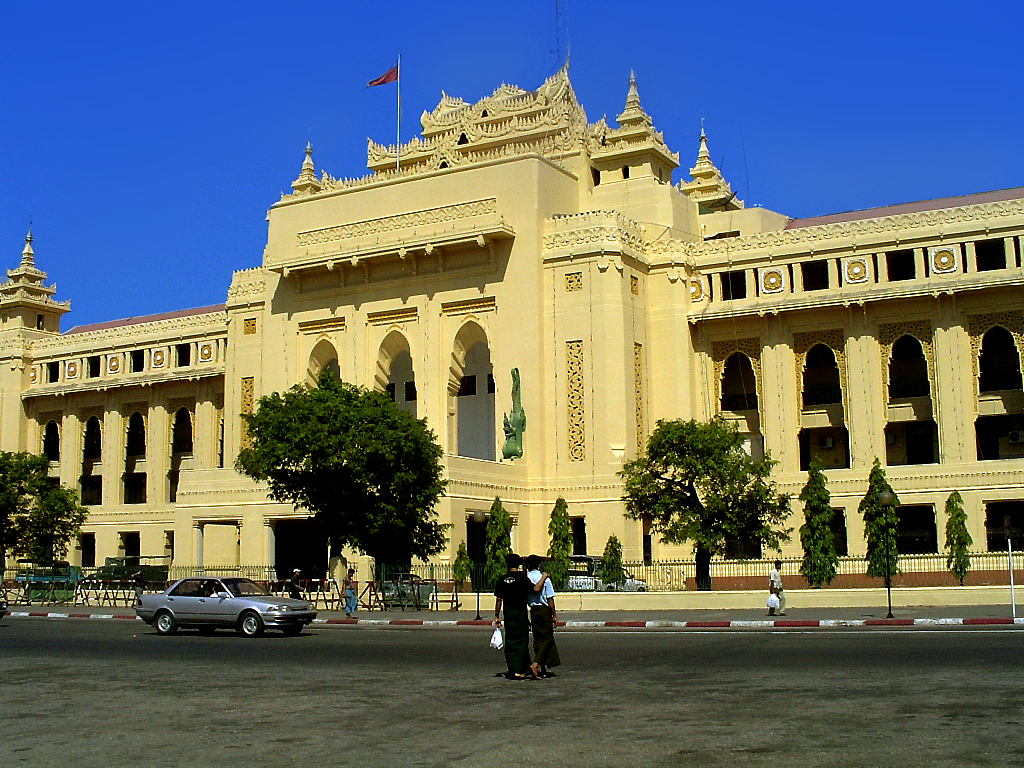
ヤンゴン市庁舎

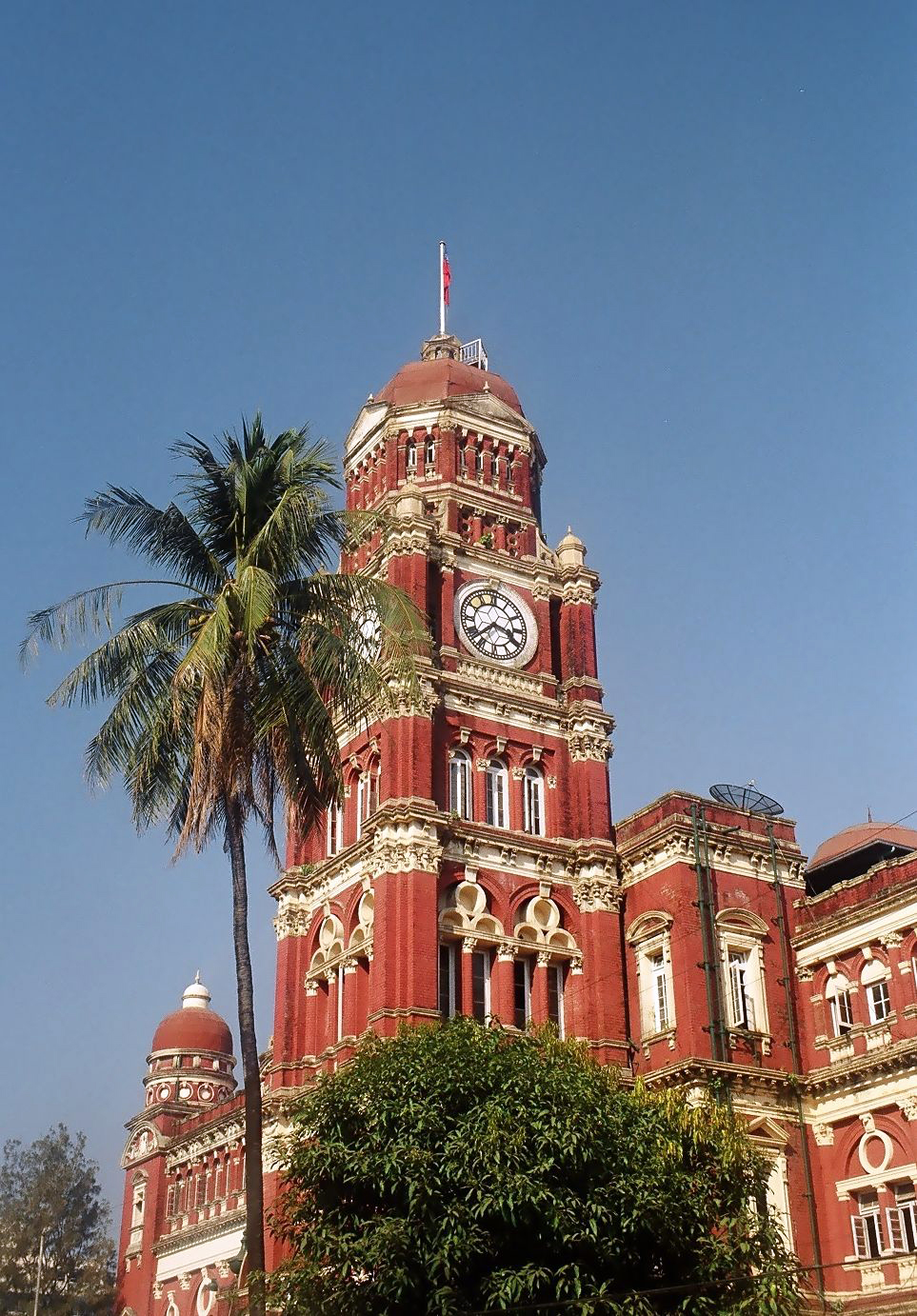
旧ヤンゴン最高裁判所

## 主な建築物
チャウタダ郡区は、イギリス統治時代に都市計画地域に入っており、コロニアル様式の建物が数多く残っている。ヤンゴン市開発委員会が保全しているチャウタダ郡区の建築学的重要な建築物は以下の通り。
| 建築物                                                   | 種類                   | 所在地                                            | 記                         |
| -------------------------------------------------------- | ---------------------- | ------------------------------------------------- | -------------------------- |
| ミャンマー中央銀行                                       | 政府庁舎               | スーレー･パヤー通り 24-26                         | 旧中央銀行庁舎             |
| 中央消防署                                               | 政府庁舎               | スーレー･パヤー通り 137-139                       |                            |
| 中央郵便局                                               |                        | ボー・アウンジョー通り 39-41 (マーチャント通り角) |                            |
| 中央海軍水文部デポ                                       | 政府庁舎               | ストランド通り 55-61                              |                            |
| ヤンゴン市庁舎                                           | 政府庁舎               | マハバンドゥラ通り                                |                            |
| 税関                                                     |                        | ストランド通り 132                                |                            |
| エマニュエルバプテスト教会                               | 教会                   | マハバンドゥラ公園通り 411 (マハバンドゥラ通り角) |                            |
| 消防局                                                   | 政府庁舎               | スーレー･パヤー通り 127-133                       |                            |
| 情報広報局                                               | 政府庁舎               | パンソダン通り 22-24                              |                            |
| 入国管理局                                               | 政府庁舎               | マハバンドゥラ公園通り 416 (マハバンドゥラ通り角) |                            |
| 国税局                                                   | 政府庁舎               | パンソダン通り 55-61                              |                            |
| 労働局                                                   | 政府庁舎               | パンソダン通り 138-158 (マハバンドゥラ通り角)     |                            |
| 年金局                                                   | 政府庁舎               | バンク通り 27                                     |                            |
| オーストラリア大使館                                     | 大使館                 | ストランド通り 88                                 |                            |
| インド大使館                                             | 大使館                 | マーチャント通り 545-547 (36番通り角)             |                            |
| イギリス大使館                                           | 大使館                 | ストランド通り 80                                 |                            |
| アメリカ合衆国大使館                                     | 大使館                 | マーチャント通り 581                              |                            |
| ミャンマー最高裁判所                                     | 裁判所                 | パンソダン通り 89-133                             | 旧最高裁判所庁舎           |
| 内水域交通局                                             |                        | パンソダン通り 44-54                              |                            |
| メソジスト教会                                           | 教会                   | セイカンタ通り 239                                |                            |
| ホテル観光省                                             | 政府庁舎               | スーレー･パヤー通り 77-91                         |                            |
| ミャンマー農業農村開発銀行                               | ストランド通り 526-532 |                                                   |                            |
| ミャンマー経済銀行                                       | 政府庁舎               | マハバンドゥラ公園通り 564 (ストランド通り角)     |                            |
| ミャンマー経済銀行第2支店・ミャンマー経済貯蓄銀行第4支店 | 政府庁舎               | パンソダン通り 27-41                              |                            |
| ミャンマー経済銀行第3支店                                | 政府庁舎               | スーレー･パヤー通り 15-19 (ストランド通り角)      |                            |
| ミャンマー輸出入公社                                     | 政府庁舎               | ストランド通り 579 (マハバンドゥラ公園通り)       |                            |
| ミャンマー保険                                           | 政府庁舎               | スーレー･パヤー通り 142-144                       |                            |
| ミャンマー工業開発銀行                                   | 政府庁舎               | パンソダン通り 26-42                              |                            |
| ミャンマー保険 (火災 & エンジニアリング)                 | 政府庁舎               | パンソダン通り 128-132                            |                            |
| ミャンマー郵便電信公社                                   | 政府庁舎               | パンソダン通り 125-133 (マハバンドゥラ通り角)     |                            |
| ミャンマー港湾局                                         | 政府庁舎               | パンソダン通り 2-20                               |                            |
| Cybermec 科学技術部                                      |                        | ストランド通り 550-552                            |                            |
| ストランドホテル                                         | ホテル                 | ストランド通り 92                                 |                            |
| スーレー・パヤー                                         | パゴダ                 | スーレー･パヤー通り                               |                            |
| スンニー・ジャマー・ベンガリー・モスク                   | モスク                 | スーレー･パヤー通り 93                            |                            |
| スリティ・スンニー・ジャマー・モスク                     | モスク                 | 35番通り 224-228                                  |                            |
| ヤンゴン管区合同庁舎                                     | 政府庁舎               | バンク通り 56-66                                  | 旧警察コミッショナー事務所 |
| ヤンゴン管区統計事務所                                   | 政府庁舎               | バンク通り 22-34                                  |                            |
| ヤンゴン管区裁判所 (民事)                                | 裁判所                 | パンソダン通り 1                                  |                            |